# 木奶果属
木奶果属是葉下珠科下的一个属，为灌木或乔木植物。该属共有约70种，分布于印度、马来西亚至中国西南部。